# Berzsenyi Dániel

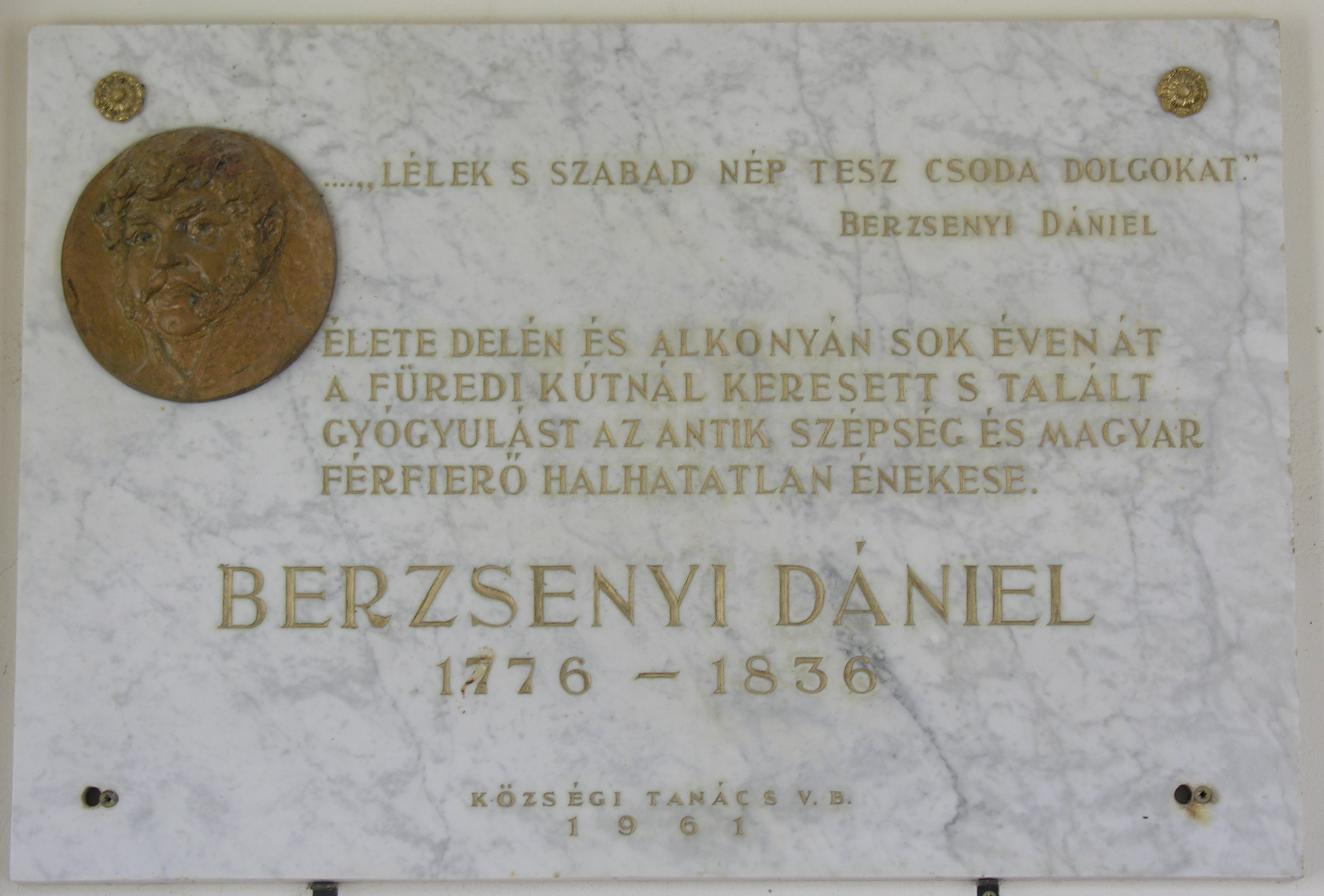
Berzsenyi Dániel emléktáblája, Balatonfüred, Gyógy tér 1.

Egyházas-nagyberzsenyi Berzsenyi Dániel (Egyházashetye, 1776. május 7. – Nikla, 1836. február 24.) magyar költő.
Középbirtokos nemesi családban született. Sopronban, az evangélikus líceumban tanult, ahol inkább testi erejével tűnt ki, mint szorgalmával vagy jó magatartásával. Az apja hatalmától szabadulni akaró ifjú házasságot kötött Dukai Takách Zsuzsannával, és felesége sömjéni birtokára költöztek. 
Titokban írt verseit barátja, Kis János lelkész elküldte a korszak irodalmi vezéralakjának, Kazinczy Ferencnek. Berzsenyi felbuzdult a széphalmi mester dicséretén, és egy kötettel lépett a nyilvánosság elé. Ezután egyre kevesebbet verselt, Kölcsey Ferenc kritikája is kedvét szegte. Tanulmányokba kezdett, hogy költészetét a bírálattal szemben megvédhesse. Poétai harmonisztika című értekezésében fektette le a költészettel kapcsolatos nézeteit. Élete végén egyre magányosabban élt birtokán, Niklán. Berzsenyi művészetét az erőteljes kifejezések, költői képek jellemzik. Versei egyéni érzései mellett általános gondolatokat is megfogalmaznak. Hazafias műveiben hangot kap a magyarság iránti aggódás.
Lélek s szabad nép tesz csuda dolgokat.

## Élete

### Fiatalkora
Berzsenyi egy régi nemes család egyetlen gyermekeként született. Édesapja, Berzsenyi Lajos földbirtokos jogot végzett, mégsem folytatott ügyvédi gyakorlatot. Komoly férfi volt, aki nagyon szerette a klasszikusokat, elvonultan élt, gazdaságát vitte és olvasgatott. Édesanyja Thulmon Rozália volt. Apja úgy hitte, hogy gyenge és beteges fiának először fizikailag kell megerősödnie a birtokon, s csak azután kezdhet tanulni. Ahogy Kazinczyhoz intézett levelében is írta, szerinte a gyermeket tízéves koráig taníttatni nem célravezető: ekkor egy nap alatt megtanulja, amit addig évekig tanult volna.
1788 őszén a tizenkét éves Berzsenyi megkezdte tanulmányait a soproni evangélikus líceumban. Hét évet töltött ott, hosszabb-rövidebb megszakításokkal. Talán túlkorossága miatt, nehezen tudott alkalmazkodni az iskola rendjéhez, és sűrűn mondott ellent a szokásoknak; gyakran óráira sem ment be. Ahogy az iskola évkönyvébe beírt (Ovidiustól származó)  mottója mondja: „Video meliora proboque, deteriora sequor” – azaz: „Látom és helyeslem a jobbat, de a rosszabbat követem”. 1793-ban elszökött Sopronból és beállt a katonaságba, de itt sem bírta sokáig: kevesebb mint egy év után ismét elszökött.
Bár sosem fejezte be tanulmányait, a soproni évek mély benyomást tettek rá. Sok könyvet olvasott a kor fontos tárgyaiból, a latin és a német nyelvet kiválóan megismerte. A Líceumban többek között Kis Jánossal együtt alapítótagja volt a Nemes Magyar Társaságnak, az első magyar nyelvű diák önképzőkörnek.
Apja látván a klasszikusokhoz való hajlamát, maga olvasgatta vele a római prózaírókat, de a költőktől óvta, nehogy amúgy is heves képzeletét fokozza. Berzsenyi azonban megszerezte a tiltott szerzők munkáit és éjjelente, lopva olvasgatta őket. Műveiből kitűnik, hogy igen jól ismerte a római és a görög mitológiát. Költői példaképe a római lírikus, Horatius volt.
Mindamellett lélekrázó konvulziókon ment keresztül, huszadik éve körül járt, szerelmi szenvedélyek kezdték háborgatni, mély bánat fogta el a nemzeti süllyedés miatt, mely az 1790-92-es lelkesülő korszak után (magyar jakobinus mozgalom) annál sivárabb képet nyújtott, s ha lelki feszültsége egy-egy szilaj kitörésben keresett megoldást, apja mind e bonyolult lelki állapotot nem értve, fiában még mindig a vásott diákot látta, és zsarnok módra igyekezett őt zabolázni, és elfogadhatatlannak tartotta Berzsenyi soproni viselkedését. Az apa és fia közti kapcsolat egyre inkább elmérgesedett. Gyakori vitáik miatt a költő nem haza ment Sopronból, hanem Niklára utazott, nagybátyjához. Néhány évre még visszatért apjához, de a helyzet még rosszabb lett anyja halálával (1794 ősze), aki valamiféle villámhárítóként működött a két férfi között.

### Lírikusi időszak

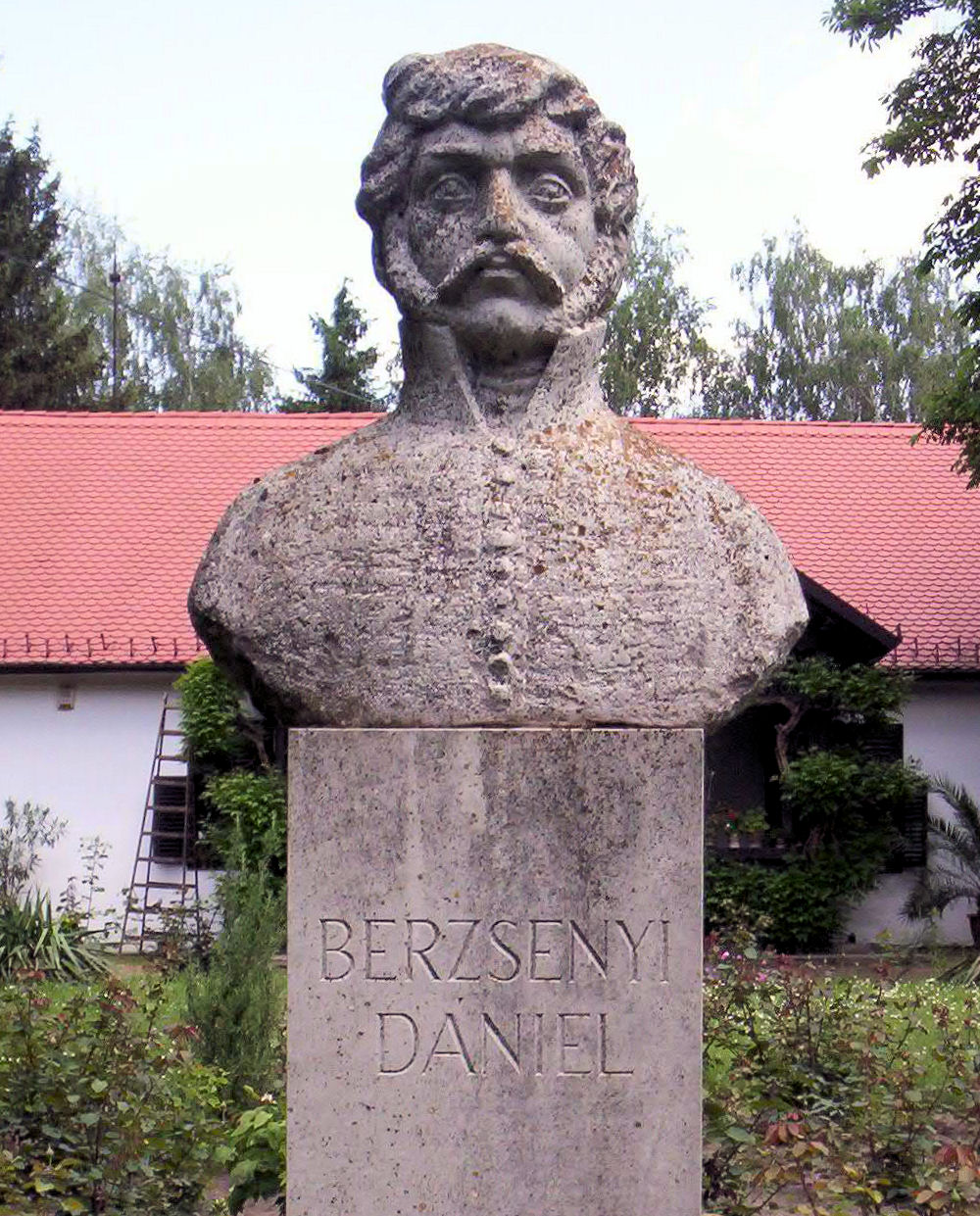
Berzsenyi Dániel szobra Niklán, az egykori Berzsenyi-kúria (ma Berzsenyi Emlékmúzeum) kertjében

Apjától való „menekülésként” 1799-ben elvette a tizennégy éves Dukai Takách Zsuzsannát (1784–1848), egy gazdag nemescsalád lányát, a költőtárs Dukai Takách Judit unokatestvérét. Felesége birtokán, Kemenessömjén mellett telepedtek le. Berzsenyiből önellátó, kiváló gazda lett. 1804-ben a Somogy vármegyei Niklára költöztek. Elégedettnek tűnt sikeres gazdasága miatt, de műveiben ennek ellenkezőjét olvashatjuk. Szenvedett a tudományos és irodalmi élet központjának távolságától, valamint az emberek hiányától, akikkel tudományos vitát folytathatott volna.
Már húszéves korától írt verseket, de gondosan elrejtette őket családja és barátai elől. 1803-ban Kis János soproni evangélikus lelkész, (későbbi püspök, aki szintén írt verseket) és egyik gyermekének keresztapja rajtakapta írás közben. Kis János elküldte Berzsenyi néhány művét Kazinczy Ferencnek, aki lelkesedett értük, s írásra biztatta Berzsenyit. (A hagyomány szerint – bár ennek nincs konkrét írásos nyoma – ezek a versek a következők voltak: A magyarokhoz, Nagy Lajos és Hunyadi Mátyás, A reggel)
1808-ban Berzsenyi maga küldött el egy egész verses kötetet Kis Jánosnak, aki továbbküldte Kazinczynak nyomtatás céljából. Sajnálatos módon Berzsenyi nem datálta műveit, így nem tudjuk megírásuk pontos idejét meghatározni, sem alkotói munkásságát időszakokra bontani. Kazinczy lelkesítő hangvételű levelére válaszolva, megindult köztük a hosszú levelezés.
1808 nyarán Niklára költözött, ahol, édesapja halála (1818) után kiváltván elzálogosított anyai birtokait, 1200 hold földnek és a gombai (Nagygomba) hegyen 40 hold szőlőnek lett a birtokosa. A niklai gazdálkodás első éveit sok elemi csapás, a francia háború miatt támadt zavar és az 1811. évi pénzválság súlyosbították, de mint jó gazda, végül rendeződtek dolgai, sőt vagyonát szépen gyarapította is.
Ritkán hagyta el Niklát, otthonról sem szívesen járt el. Csak kétszer látogatta meg Pestet. Első alkalommal 1810 márciusában műveinek kiadása ügyében Pesten járt, ahol megismerkedett Kazinczy költőbarátaival, kölcsönös idegenkedést keltve egymásban. (Szemere Pál, Kölcsey Ferenc, Vitkovics Mihály és Horvát István) 1812-ben eltöltött egy hetet Bécsben, ahol képet készíttetett magáról készülőben lévő kötetéhez.
1813 májusának végén újból megfordult Pesten, ahol Virág Benedekkel és Helmeczy Mihállyal; 1814-ben pedig Döbrentei Gáborral kötött baráti viszonyt (Berzsenyi Döbrenteit minden bizonnyal jóval korábbról ismerte, hiszen Döbrentei apja Bobán, Hetyétől néhány kilométerre volt lelkész. Igaz, Berzsenyi akkor már Sömjénben élt, a kemenesaljai evangélikus nemesi világban ezek a kapcsolatok meghatározóak voltak. Berzsenyi barátja volt Kis János nemesdömölki lelkész, Nemesdömölk pedig akkor még, az artikuláris világ elmúltával is, a környék szellemi központja volt.)[forrás?]
1817-ben a Festetich György gróf tiszteletére rendezett első helikoni ünnepélyen február 12-én a nemes gróf meghívására ő is megjelent. Amikor kocsiján megérkezett, a gróf a vendégek előtt fedetlen fővel az utcára eléje sietve fogadta.

### Tudományos alkotásának korszaka
1810 után igen terméketlen időszakon ment keresztül, valószínűleg a földesúri élet problémái és családi vitái miatt. Magányossága, melankóliára hajlamos természete és változó egészségi állapota nagyon sérülékennyé tette. 1816-tól majdnem minden évben volt valami betegsége. Ebben az állapotban olvasta Kölcsey szigorú, néhol igazságtalan recenzióját. A recenzió a Tudományos Gyűjtemény 1817. júliusi kiadásában jelent meg. Berzsenyi a kritikát nem érezte megalapozottnak vagy megérdemeltnek, és lekicsinylőnek találta azt. Személyes támadásnak érezte, és Kazinczy Ferencet érezte mögötte. Ezzel levelezésük három évre megszakadt.
Kölcsey recenziója után Berzsenyi már nem sok verset írt. Legfőbb céljává az vált, hogy Kölcseynek méltó választ adjon. Első felindulásában írta anti-recenzióját, minden tudományos felkészülés nélkül, mivel eddig nem foglalkozott az esztétika tanulmányozásával. Bár elküldte művét a Tudományos Gyűjteménynek, sosem jelent meg. Sürgető kérései ellenére sosem kapta vissza a kéziratot.
A következő években a költői alkotás helyét a tudományos munkálkodás és az esztétika, illetve az irodalom tanulmányozása vette át: megpróbálta hiányosságait pótolni. A „méltó” válasz 1825-ben jelent meg „Észrevételek Kölcsei recenziójára” címmel a Tudományos Gyűjtemény szeptemberi kiadásában – nyolc évet töltött előkészítésével. Kölcseynek a klasszicizmus esztétikai követelményeire támaszkodó kifogásait a romantika nevében utasította vissza: ő olyan költő, akit nem lehet a „hellenisztika” szabályai alapján megítélni. (1825-re már Kölcsey is megváltoztatta korábbi irodalmi-esztétikai nézeteit.)

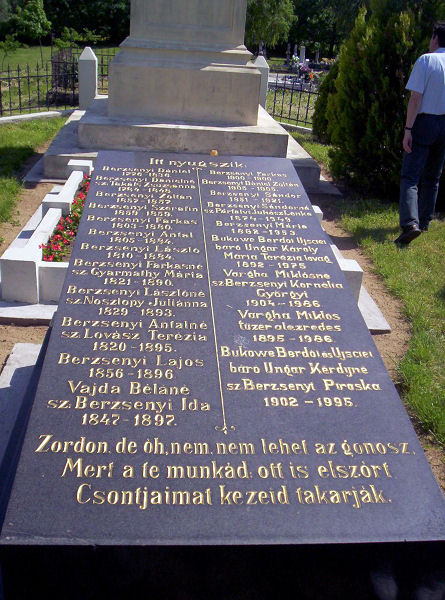
A Berzsenyi család sírja Niklán

Berzsenyi ideje nagy részét a tudományoknak szentelte, amint ezt számos tanulmánya is mutatja. Kiadta az „A versformákról” című művét, majd 1829 és 1834 között „Kriticai levelek”-et is írt. 1830-ban a Magyar Tudományos Akadémia megalakulásakor annak igazgatótanácsa 1830. november 7-én első vidéki rendes tagjává választotta. Székfoglalóját 1833-ban adták ki „Poetai harmonistica” címmel. Ebben a tanulmányában a klasszicizmus esztétikai elemeit részesítette előnyben a romantikával szemben: e szerint a világban az egyetlen állandó dolog a harmónia. 1833-ban írta meg „A magyarországi mezei szorgalom némely akadályairul” című művét is.
Élete utolsó éveiben szinte egyfolytában betegeskedett: Balatonfüreden és Buda gyógyfürdőiben gyógyította magát. Gyakran látogatta a Tudós társaság üléseit és tervezte, hogy a fővárosba költözik, de ezt a tervét már nem vihette véghez.
1836. február 24-én halt meg Niklán. Berzsenyi a családját rendezett anyagi viszonyok közt hagyta; özvegye és négy gyermeke maradt: Lidia, Farkas, Antal és László.

## Gyermekei
- Lídia (Barcza Károlyné), született Kemenessömjénben 1800. február 19-én.[2] A költészettel is foglalkozott, de utóbb Farkas és László testvéreivel közakarattal elhatározták, hogy soha az életben nem fognak többé írni. Noszlopy Antal (Noszlopy Gáspár bátyja) egy versét közli, melyet Farkas testvéréhez írt (Nikla, márc. 24. 1822.), egy színdarabot is fordított 1821-ben Kotzebue után: Adelháid, avagy a vak buzgóság áldozattya, mely kéziratban a Berzsenyi-család könyvtárában van. Halimbán, Zala vármegyében halt meg 1849. június 5-én.
- Farkas, született Kemenessömjénben 1803. október 18-án.[3] Ifjú korában szintén írt költeményeket, 1849-ben Somogy vármegye alispánja volt, amiért fogságot is szenvedett az Újépületben, később szabadon bocsátották. Meghalt 1880. június 3-án Niklán 77. évében.
- Antal, született Niklán 1806. szeptember 9-én,[4] hosszabb ideig katona volt és szintén részt vett az 1848–49-es forradalom és szabadságharcban; aztán gazdálkodott. Vésén házasodott 1853. július 5-én. Elhunyt 1884. szeptember 28-án Niklán.
- László, született Niklán 1809. november 24-én,[5] mint legifjabb testvér, az apai házban, ősi birtokán élt és gazdálkodott, a latin és német nyelven kívül megtanulta a francia nyelvet is; a természettudományokkal igen szeretett foglalkozni. Vésén házasodott 1856. május 13-án. A családi könyvtárban megtalálható egy kézírásos gazdasági naplója és ebben egy ódája Reményihez (1861. február 11. Ezt is közli Noszlopy a Figyelőben XIX. k.). Meghalt 1884. december 15-én Niklán 75. évében.

## Emlékezete
Kölcsey bocsánatkérő emlékiratát Helmeczy Mihály olvasta fel az Akadémiában. Emlékbeszédet Kölcsey Ferenc mondott fölötte az Akadémiában 1836. szeptember 11-én. Somogy vármegye 1843-ban ülte meg a költő emlékezetét. 1860. június 14-én a niklai temetőben emlékoszlopot emeltek hamvai fölé. Vas vármegye közönsége 1876. május 6-án és 7-én Szombathelyen és Egyházashetyén ülte meg a költő születésének százados évfordulóját, amikor szülőházát emléktáblával jelölte meg. A szerény épület 1956 óta emlékmúzeum.

## Költészete
Berzsenyi a legnagyobb magyar lírikusok közé tartozik, kiváló ódaköltő és a klasszikus ódának nálunk legnagyobb mestere. Költészete az ó-klasszikus irány legnemesebb eredménye, koronája, melyben a klasszikus és nemzeti elem egybeolvadva, mint saját magyar klasszicizmus jelentkezik. Horatiusnak tanítványa, de nem puszta utánzója; költészetük némely tárgyköre összevág, de a két költő egyénisége rendkívül különbözik. Berzsenyi számos képet, kifejezést, gondolatot vesz Horatiustól, de indítékai eredetiek; a hazafiság, vitézség, szerelem, megelégedés, arany középszer eszméi éppen úgy, sőt mélyebben ihletik, mint Horatiust. Erősebb az érzésben, gyöngébb a reflexióban; fölülmúlja lelkesedése hőfokával, érzelme mélységével és igazságával, nem éri el szellemességben, változatosságban és virtuozitásban. Lendületének fensége, bölcseletének némi színezete, stílje és versformája klasszikus, de a tartalomban, az érzésben nemzeti. Költészete nem nyelvművelő iskola, hanem az élet nagy eszméinek kifejezője. A magányban fejlődve, s a közélet kicsinyes napi alkalmaitól távol, gondolataival a nemzeti lét- és az emberiség legfőbb érdekein függve, megszokta a legfensőbb eszmékkel foglalkozni, s amikor mint kész költő a nyilvánosság elé lépett, a magány idealizmusát, úgyszólván naiv lelkesülését hozta magával. Költészete tele van tűzzel, extatikus robbanó erővel, fenséggel, és szokatlan melléknév-főnév "állandó" jelzőkkel, erkölcsi alapja szilárd és iránya eszményi. Prófétai haraggal hirdeti az elfajult nemzedéknek a pusztulást, és magyar büszkesége fenséges örömmel tör ki, amikor a régi vitézség jeleit látja a napóleoni háborúkban.
A hazafias ódákon kívül, melyek egy részét a közélet kiváló alakjaihoz intézte (Felsőbüki Nagy Pálhoz), írt vallási (Fohászkodás), szerelmi (Első szerelem, Búcsúzás), életbölcseleti kedélyi, erkölcsi ódákat (Káldi Pálhoz, A közelítő tél, Barátimhoz) is , melyekben az ódai tűz gyakran elégikus színezetet nyer; sokszor énekli a magányosság, megnyugvás megelégedés, mulandóság érzelmeit (Magányosság, Az én osztályrészem, jámborság és középszer, A temető).
A gondolatok merész röpte, az érzés heve és ereje megfelelő ódai nyelvben nyilatkozik, mely a trombita összeszorított hangjaként hat; tömött, fényes képekben, új fordulatokban gazdag és olykor dagályos. Az ódai fenség gyakran kellembe olvad nála, és ereje finom gyöngédséggel párosul. A kellem hangját sokkal jobban eltalálja ódáiban, amikor mintegy a fenségből hajlik alá, mint rímes dalféléiben. Költészetéből a dal könnyüsége és játékos bája hiányzik. Rímes versei közt az elegiafélék a legszebbek, így Búcsúzás Kemenesaljától, Levéltöredék barátnémhoz, Szerelem és Életfilozofia, melyekben a modernebb reflexiv költészethez hajlik, és a hangnak egyszerűbb költőiségével, az érzés közvetlenségével és természetességével hat meg; e költeményeiben magyar ritmusokat alkalmaz.
Költői levelei nem versenyeznek Kazinczyéival, szellemességre és könnyűségre nézve, de tartalmilag költőiebbek. Néhány epigrammja pedig (Napoleonhoz és Wesselényi Miklós képe) legszebb lírai epigrammjaink közé tartozik.

## Arcképei

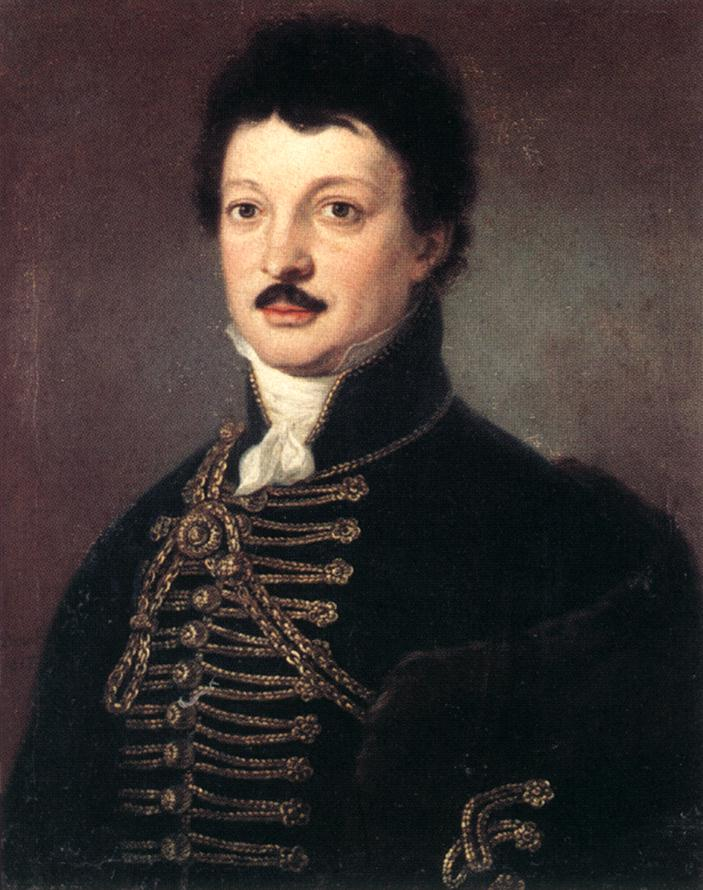
Berzsenyi Dániel arcképe (Donát János festménye)

Schorn J. által rajzolva és Blaschke által rézbe metszve verseinek 1813-as kiadása mellett; Mezler rajza és Hofmann metszése a Hajnal c. zsebkönyvben 1837.; Barabás rajza, Axmann József által acélba metszve, névaláírással 1859-ből műveinek 1860-as és 1864-es kiadása mellett, Zilahy, Magyar Koszorusok Albumában és a Nővilág (1860.) mellett.

## Műveinek kiadásai 1900-ig
- Berzsenyi Dániel versei. Pest, 1813. Kiadta Helmeczi Mihály, arczk. (2. bőv. kiad. egy kalauz értekezéssel Helmeczi Mihály által. Uo. 1816. Ism. Tud. Gyűjt. 1817. VII.)
- Berzsenyi Dániel összes művei, közrebocsátá meghagyás szerint Döbrentei Gábor. Buda. 1842. 3 kötet, előbeszéddel, a költő arczk. és életrajzával. (Ugyanaz 4-rét egy kötetben. Uo. 1842. Online)
- Berzsenyi Dániel összes versei öt könyvben. Pest. 1859. Ötödik (törvénytelen, hibás utánnyomtatott) kiadás.
- Berzsenyi Dániel versei. A megrongált szöveget az eredeti kéziratok és kiadásokhoz egyengetve, kiadatlanokkal és életrajzzal bővítve, a költő örököseinek megbizásából. Kiadta Toldy Ferencz. Pest, 1860. (6. kiadás. Életrajz a M. Irod. Kézikönyv után.) Online
- Kazinczy Ferencz levelezése Berzsenyi Dániellel 1808-31. Kiadta Kazinczy Gábor. Pest. 1860. (Censurai kézirati példánya 1847-ből a n. múzeumban.)
- Berzsenyi Dániel munkái. Ujra átnézett kiadás a költő örökösei megbizásából Toldy Ferencz által. Pest, 1864. Két kötet. (A költő arczk. és életrajzával a M. Irod. Kézikönyv után.)
- Berzsenyi Dániel versei. 6. kiad. Bpest. 1879. (Olcsó Könyvtár 81.)
- Danielis Bersenii poetae eclogae latinis versibus redditae ab Stephano Tamasko. Uo. 1880. (Ism. P. Napló 181. sz.)
- Berzsenyi ódái. Középiskolák számára. Magyarázta dr. Versényi György. Uo. 1885. (Jeles Irók Iskolai Tára XXIV. Ism. Tanáregyl. Közl. XVIII. és Egyet. Philol. Közlöny 1887.)
- Berzsenyi Dániel válogatott versei. Uo. 1888. (Tanulók Olvasó Tára I.)

## Származása
| egyházas-berzsenyi Berzsenyi Dániel, (Egyházashetye, 1776. máj. 6. – Nikla, 1836. febr. 24.) költő, a Magyar Tudományos Akadémia rendes tagja | Apja: egyházas-berzsenyi Berzsenyi Lajos (Egyházashetye, 1744 – Egyházashetye, 1819. szept. 27.) Vas vármegyei középbirtokos, ügyvéd | Apai nagyapja: egyházas-berzsenyi Berzsenyi Mihály (1710 k. – Duka, 1757. dec. 30.) Vas vármegyei középbirtokos, ügyvéd | Apai nagyapai dédapja: egyházas-berzsenyi Berzsenyi János (1670 k. – Egyházashetye, 1733. máj. 22.) Vas vármegyei középbirtokos |
| egyházas-berzsenyi Berzsenyi Dániel, (Egyházashetye, 1776. máj. 6. – Nikla, 1836. febr. 24.) költő, a Magyar Tudományos Akadémia rendes tagja | Apja: egyházas-berzsenyi Berzsenyi Lajos (Egyházashetye, 1744 – Egyházashetye, 1819. szept. 27.) Vas vármegyei középbirtokos, ügyvéd | Apai nagyapja: egyházas-berzsenyi Berzsenyi Mihály (1710 k. – Duka, 1757. dec. 30.) Vas vármegyei középbirtokos, ügyvéd | Apai nagyapai dédanyja: nemes Pacsay Katalin (1670 k. – Egyházashetye, 1745. jan. 20.)                                          |
| egyházas-berzsenyi Berzsenyi Dániel, (Egyházashetye, 1776. máj. 6. – Nikla, 1836. febr. 24.) költő, a Magyar Tudományos Akadémia rendes tagja | Apja: egyházas-berzsenyi Berzsenyi Lajos (Egyházashetye, 1744 – Egyházashetye, 1819. szept. 27.) Vas vármegyei középbirtokos, ügyvéd | Apai nagyanyja: vizeki Tallián Krisztina (1720 k. – Sörnye, 1817. jún. 23.)                                             | Apai nagyanyai dédapja: vizeki Tallián József (? – ?) Somogy vármegyei középbirtokos                                            |
| egyházas-berzsenyi Berzsenyi Dániel, (Egyházashetye, 1776. máj. 6. – Nikla, 1836. febr. 24.) költő, a Magyar Tudományos Akadémia rendes tagja | Apja: egyházas-berzsenyi Berzsenyi Lajos (Egyházashetye, 1744 – Egyházashetye, 1819. szept. 27.) Vas vármegyei középbirtokos, ügyvéd | Apai nagyanyja: vizeki Tallián Krisztina (1720 k. – Sörnye, 1817. jún. 23.)                                             | Apai nagyanyai dédanyja: Dávid Klára (? – ?)                                                                                    |
| egyházas-berzsenyi Berzsenyi Dániel, (Egyházashetye, 1776. máj. 6. – Nikla, 1836. febr. 24.) költő, a Magyar Tudományos Akadémia rendes tagja | Anyja: nemes Thulmon Rozália (Gomba, 1753. dec. 14. – Egyházashetye, 1794 szept. 9.)                                                 | Anyai nagyapja: nemes Thulmon Pál (? – 1762 k.) Somogy vármegyei középbirtokos                                          | Anyai nagyapai dédapja: nemes Thulmon Zsigmond (? – ?) Somogy vármegyei középbirtokos                                           |
| egyházas-berzsenyi Berzsenyi Dániel, (Egyházashetye, 1776. máj. 6. – Nikla, 1836. febr. 24.) költő, a Magyar Tudományos Akadémia rendes tagja | Anyja: nemes Thulmon Rozália (Gomba, 1753. dec. 14. – Egyházashetye, 1794 szept. 9.)                                                 | Anyai nagyapja: nemes Thulmon Pál (? – 1762 k.) Somogy vármegyei középbirtokos                                          | Anyai nagyapai dédanyja: nemes Hajas Erzsébet (? – ?)                                                                           |
| egyházas-berzsenyi Berzsenyi Dániel, (Egyházashetye, 1776. máj. 6. – Nikla, 1836. febr. 24.) költő, a Magyar Tudományos Akadémia rendes tagja | Anyja: nemes Thulmon Rozália (Gomba, 1753. dec. 14. – Egyházashetye, 1794 szept. 9.)                                                 | Anyai nagyanyja: nemes Sólyom Erzsébet (? – Gomba, 1765)                                                                | Anyai nagyanyai dédapja: ? |
| egyházas-berzsenyi Berzsenyi Dániel, (Egyházashetye, 1776. máj. 6. – Nikla, 1836. febr. 24.) költő, a Magyar Tudományos Akadémia rendes tagja | Anyja: nemes Thulmon Rozália (Gomba, 1753. dec. 14. – Egyházashetye, 1794 szept. 9.)                                                 | Anyai nagyanyja: nemes Sólyom Erzsébet (? – Gomba, 1765)                                                                | Anyai nagyanyai dédanyja: ? |